# Calle Angosta (Villa Mercedes)
Es una calle de la ciudad de Villa Mercedes, Provincia de San Luis, Argentina. Es el icono cultural de la ciudad, conocida por ser un punto de encuentro tanto de artistas, comerciantes e intelectuales en el siglo XX, además es considerada la calle más importante de la ciudad y de la provincia, y una de las más importantes del país en lo refiere al ámbito folklórico.
Sus orígenes se remontan a la llegada del ferrocarril en 1875, que se sitúo en el norte de la ciudad, lejos del centro, lo que provocó un gran apogeo comercial y cultural en la zona que se empezaría a llamar Barrio Estación. Luego gracias a la cueca de Alfredo Alfonso y José Adimanto Zavala tomaría una fama que se extendería por todo el país en el siglo XX.   
Tiene la peculiaridad de ser la única calle de la ciudad que no cambia de nombre al atravesar la Calle Pedernera.

## Fiesta
La Fiesta Nacional de la Calle Angosta es un festival de folklore que se realiza generalmente el primer fin de semana de diciembre desde el año 1984 en el Anfiteatro Alfonso y Zabala de la ciudad de Villa Mercedes, Provincia de San Luis, Argentina. Es el festival más importantes de la provincia y uno de los más importantes a nivel nacional. 
En sus primeras ocasiones, las actividades de la festividad se realizaban en el Barrio Estación, e incluían la exposición de vidrieras en los comercios con motivos alegóricos a la Calle Angosta, la realización de mesas redondas con temas vinculados a la tonada y la interpretación en guitarra y, finalmente, un desfile artístico por las calles de la villa hasta el Palacio Municipal de los Deportes, en donde se brindaba una serenata.
Con el paso de las ediciones, la aceptación popular devino en un incremento de los asistentes. Para dar cuenta de la afluencia constante de público, la municipalidad decidió construir un anfiteatro y una Casa de los Artistas, cerca de la famosa Calle Angosta. Bautizado “Escenario Alfonso y Zavala”, el complejo alberga desde entonces la conmemoración de la fiesta, a sus participantes y espectadores. Por su parte, el gobierno provincial también aportó al entramado cultural de la ciudad, convirtiendo un viejo molino aledaño en un estudio de música, compuesto por una sala y un escenario de excelentes condiciones acústicas. Una vez terminadas las obras, las autoridades municipales y provinciales decidieron nombrar a todo ese andamio cultural con el nombre Complejo Cultural Turístico y Recreativo.

## Locaciones

### Anfiteatro Alfonso y Zavala
También conocido como Anfiteatro Calle Angosta, es un anfiteatro construido en la década de 1980 para albergar a la Fiesta Nacional de la Calle Angosta. Cuenta actualmente con un aproximado de 5.000 espectadores sentados gracias a la remodelación inaugurada el 25 de mayo del 2017. Se encuentra en la esquina de Calle Angosta y Avenida Mitre, frente al Boliche Don Miranda, detrás de la Estación de ferrocarril. 

### Complejo Calle Angosta
Es un complejo cultural, turístico y recreativo que se encuentra a lo largo de toda la extensión de la Calle Angosta. Alberga en su interior al Anfiteatro Alfonso y Zavala, la Estación Villa Mercedes, circuito gastronómico, plazoleta Brigada Aérea (en honor a los caídos en Malvinas), Museo Ferroviario, plazoleta de Las Artes Monumentales, el Coche Pagador, monumento a Manuel Félix Origone, monumento Alfonso y Zavala, entre otras locaciones. Este complejo mide de este a oeste unos 800 metros, la misma longitud que tiene la Calle Angosta, y está atravesado por el Ferrocarril Buenos Aires al Pacífico y por el Túnel Carretero, el cual es un túnel inaugurado el 14 de junio de 2017 que contiene a la Av. Mitre, una de las avenidas más importantes de la ciudad. 

### Complejo Molino Fénix
El Complejo Molino Fénix es un parque temático ubicado en las ruinas de un Molino harinero inaugurado en 1922, que funcionó con el fin industrial hasta 1980. Contiene en sus instalaciones un teatro, un cine llamado Cines Fénix, un estudio musical llamado Casa de la Música (el cual es uno de los más importantes de Latinoamérica), bares, restaurantes, discoteca, entre otras locaciones.

#### Almacén de Don Calixto
Era un almacén/boliche que se encontraba en la esquina de San Martín y Aviador Origone de Villa Mercedes, frente cruzando las vías de la Calle Angosta. Quedó inmortalizado en la cueca Calle Angosta con la frase "Don Calixto casi nada", haciendo referencia a la grandeza del lugar de una forma sarcástica. Sus dueños eran Calixto María Esteban (Don Calixto) y Felisa Sarasqueta Telleria, originarios de España, los cuales son los padres de Félix Máximo María.  

### Otras Locaciones
- Capilla de Nuestra Señora de Shoenstatt: Fundada el 18 de octubre de 2005, fue la primera parroquia fundada en el siglo XXI de la ciudad. Se encuentra en la intersección de la Calle Angosta y Calle Pizarro. Su nombre hace referencia al Movimiento apostólico de Schönstatt.
- Monumento Alfonso y Zavala: es un monumento que se encuentra en la intersección de tres calles, la Calle Angosta, la Calle Solís y la Calle Pedernera. Es un homenaje a los autores de la cueca que inmortalizó la Calle Angosta, Alfredo Alfonso y José Adimanto Zavala.
- Estación Villa Mercedes: es la estación de ferrocarril de la ciudad que no presta servicios de pasajeros desde 1993. Por sus vías corren trenes de carga de la empresa estatal Trenes Argentinos Cargas y Logística. En el año 1900 fue inaugurada la Estación, por parte del Ferrocarril Buenos Aires al Pacífico, en el ramal de Retiro a Mendoza.
- Coche Pagador: es un vagón de lujo utilizado por los ferroviarios que pertenecían a la Jefatura de Buenos Aires. Está ubicado en la esquina Calle Angosta y Avenida Los Alamos.
- Museo Mono Gatica: es un espacio cultural que le rinde homenaje a José María Gatica El Mono, quien es un boxeador reconocido a nivel nacional. Fue inaugurado el 25 de mayo de 2014 y se encuentra en la casa donde el Tigre Puntano vivió su infancia.
- Plazoleta de las Artes Monumentales
- Almacén Calle Angosta

## Simbolismos

### Cueca
La calle cuenta con una cueca cuyana considerada el himno de la ciudad. Fue lanzada en 1963 y surge de las vivencias de sus autores Alfredo Alfonso y José Adimanto Zavala, ya que ellos se criaron en las inmediaciones de la Calle Angosta. Además, es fundamental considerar la importancia que tiene esta canción, ya que la misma logró que esta calle se hiciera famosa en todo el país y en especial en la región de cuyo.  

### Otras Canciones
- Provincia de San Luis: es un vals de José Adimanto Zavala que en su versión original instrumental hace referencia a la Calle Angosta, luego Eduardo Troncozo le daría la letra que engrandece de una forma extraordinaria la calle más famosa de la provincia. [8]
- Glosario de Calle Angosta: es una cueca de Félix Dardo Palorma. [9]
- Recuerdos Puntanos: es una zamba de Rubén Moreira y Alfredo Alfonso. [10]
- Recuerdo de Aquel Boliche: es una cueca de Félix Máximo María. Relata las vivencias en el "Boliche Don Calixto", que se encontraba frente cruzando las vías. [6]